# Topolovec
 Topolovec  falu Horvátországban Zágráb megyében. Közigazgatásilag Vrbovechez tartozik.

## Fekvése
Zágrábtól 35 km-re északkeletre, községközpontjától 3 km-re északnyugatra fekszik. 

## Története
A települést az 1771-es egyházi vizitáció említi először. Lakói kiváltságokat élveztek, ennek fejében 1848-ig katonai szolgálattal tartoztak az uradalmi bandériumban. 1802-ben a Patacsich és Galjuf család birtoka volt. 
1857-ben 49, 1910-ben 115 lakosa volt. Trianonig Belovár-Kőrös vármegye Kőrösi járásához tartozott. 2001-ben 103 lakosa volt. 

## Lakosság
| Lakosság változása | Lakosság változása | Lakosság változása | Lakosság változása | Lakosság változása | Lakosság változása | Lakosság változása | Lakosság változása | Lakosság változása | Lakosság változása | Lakosság változása | Lakosság változása | Lakosság változása | Lakosság változása | Lakosság változása |
| ------------------ | ------------------ | ------------------ | ------------------ | ------------------ | ------------------ | ------------------ | ------------------ | ------------------ | ------------------ | ------------------ | ------------------ | ------------------ | ------------------ | ------------------ |
| 1857               | 1869               | 1880               | 1890               | 1900               | 1910               | 1921               | 1931               | 1948               | 1953               | 1961               | 1971               | 1981               | 1991               | 2001               |
| 49                 | 66                 | 61                 | 74                 | 87                 | 115                | 112                | 127                | 117                | 128                | 129                | 122                | 122                | 112                | 103                |

## Nevezetességei
A Vrbovec felé eső határrészén a Gorice nevű szőlőhegy és hétvégi házas üdülőövezet található, ahol saját szükségletre bort termelnek. 

## Külső hivatkozások
Vrbovec város hivatalos oldala